# 小行星5425
小行星5425（英語：5425 Vojtech）是一颗围绕太阳公转的小行星。1984年9月20日，安東寧·姆爾科斯在克列特发现了此天体。
这颗小行星的绝对星等为25.43278144572417等。